# 捷利德湖
64°44′40″N 41°57′55″E / 64.74444°N 41.96528°E
捷利德湖（俄语：Тельдозеро），是俄羅斯的湖泊，位於該國西北部，由阿爾漢格爾斯克州負責管轄，面積21.4平方公里，海拔高度96米，集水區面積147平方公里，最大水深40米。